# Richard Ratsimandrava
Richard Ratsimandrava (Antananarivo, 21 maart 1931 – aldaar, 11 februari 1975) was de derde president van Madagaskar. Zijn ambtstermijn duurde slechts 6 dagen.
Ratsimandrava studeerde af aan de École Spéciale Militaire de Saint-Cyr in Frankrijk. in 1960 keerde hij na zijn studies terug naar Madagaskar, dat toen al onafhankelijk geworden was. Hij werd lid van het Malagassische leger en werd luitenant-kolonel in 1968. In 1972 richtte de toenmalige president Gabriel Ramanantsoa een militaire overheid op om de onafhankelijkheidsoverheid van Philibert Tsiranana te vervangen. Hij werd in datzelfde jaar tot minister van Binnenlandse Zaken benoemd. Door deze benoeming was hij in staat om het leger te manipuleren, wat leidde tot de ondergang van het bewind van Ramanantsoa op 5 februari 1975. Zes dagen later werd hij vermoord, terwijl hij met de auto van het presidentiële paleis naar huis aan het rijden was. Hij werd opgevolgd door Gilles Andriamahazo.

## Onderscheidingen
- 20 augustus 1957: Commémoration AFN
- 14 juni 1966: Chevalier de l'Ordre national
- 14 oktober 1971: Officier de l'Ordre national
- 31 december 1971: Chevalier de la Légion d'honneur
- 5 februari 1975: Grand Cordon de l'Ordre national